# 김대건 (1979년)
김대건(1979년 12월 27일 ~ )은 대한민국의 전직 스타크래프트 프로게이머이다. 종족은 테란으로, St. eagle이라는 아이디를 사용하였다. 2002년 5월 2일 군입대로 인해 프로게이머를 은퇴하였으며, 2008년부터 《던전 앤 파이터》의 개발자로 일하고 있다.

## 개요
2000년 온게임넷 개국 초기 대회에 참여한 바 있는 프로게이머 1세대 선수이다. 당시 테란은 메카닉 유닛만을 이용한 경기운영이 흔치 않았는데, 김대건은 이 전략을 주로 사용, 최적화하여 메카닉의 아버지, 메카닉의 창시자, 메카닉의 정립자 등의 별명을 얻게 되었다. 온게임넷 스타리그나 MBC게임 스타리그와 같은 메이저 대회의 상위 입상 경력은 없지만, 테란의 역사에 있어 중요한 인물로 자주 언급된다.

## 수상 경력
- 1999년 8월 혜성정보통신 길드전 우승
- 1999년 9월 중앙일보배 배틀탑 대회 우승
- 1999년 10월 제5회 KPGL 외환카드배 대회 우승
- 2000년 2월 APGL 아시아 대회 우승
- 2000년 5월 제1회 골드뱅크배 KGL 스타크래프트 단체전 준우승
- 2000년 8월 제2회 경향닷컴배 KGL 통합결승전 우승
- 2000년 10월 전주 국제게임 페스티벌 스타크래프트 부문 개인전 3위
- 2000년 12월 전국 케이블tv 챔피언십 2000 단체전 2위
- 2000년 12월 제2회 Game-Q 스타리그 4강 진출
- 2001년 1월 제1회 Crezio 종족별 최강자전 4강진출
- 2001년 12월 2001 SKY 스타리그 8강